# Headlight
「Headlight」（ヘッドライト）は、MONKEY MAJIKの15枚目のシングル。2011年10月26日にbinyl recordsから発売された。

## 解説
2011年3月11日の東日本大震災以後初のシングルの発表となった。表題曲「Headlight」は、テレビ朝日「東北笑顔プロジェクト」のインフォマーシャルCMソングに、カップリング曲「トビラ」は東日本大震災関連のドキュメンタリー映画『ガレキとラジオ』主題歌に起用された。
10月26日付のUSENリクエストランキングでは1位を獲得した。

## 収録曲

### CD
（全作詞・作曲：Maynard・Blaise、作詞：tax）
1. Headlight [5:21]
  - テレビ朝日東北笑顔プロジェクトインフォマーシャルCMソング
2. トビラ [3:39]
  - 株式会社ワンダーラボラトリー製作ドキュメンタリー映画「ガレキとラジオ」主題歌
3. Headlight -piano version- [6:35]